# الغواصة الألمانية يو-311
غواصة يو-311 غواصة يو بوت ألمانية من الفئة السابعة سي بنيت لسلاح بحرية ألمانيا النازية كريغسمارينه، في أحواض فليندر فيرك خلال الحرب العالمية الثانية.